# Arte della Tlampač
Arte della Tlampač je nezávislé divadlo založené v roce 2004 v Českých Budějovicích. Soubor je známý svým specifickým humorem inspirujícím se od skupin jako Monty Python či české divadlo Sklep, který promítá do své autorské tvorby. Čistě mužskou sestavu tvoří Adam Balažovič, Tomáš Plhoň, Jan Adámek, Martin Kindl, Jaroslav Trs, Tomáš Zetek, Viliam Kopál, Jakub Plachý a Jakub Malinka. Kromě toho má soubor celou řadu stálých spolupracovníků.
První představení souboru vznikla ještě v dobách studia na Gymnáziu v České ulici v Českých Budějovicích. Již tehdy se osmičlenný soubor projevil svými trvale charakteristickými rysy, když v krátké době uvedl premiéru dvou autorských celovečerních her Intergalaktický mezihvězdný koláček (2005) a Ryoherba Plus (2005). V následujících letech přidal soubor ještě další dvě celovečerní inscenace, Želatýnový pes (2006) a Krvavý týden na Dagoberském panství aneb pětiaktová hra bez jediného úmrtí se stínohrou Vladislava Klímy (2007). Od celovečerních her však soubor postupem času ustoupil a vrací se k nim jen výjimečně.
Repertoár souboru především krátké scénky a skeče, doplněné řadou absurdních meziher, které spojují jednotlivé části do uceleného kabaretního celku. Arte della Tlampač takto uvedlo již tři série skečů nazvaných Operace: Kvasinky (2009), Zdola Sifon (2010) a Hovězí poluce (2011). Právě Hovězí poluce se zatím dočkala nejvýraznějšího úspěchu. Celkem dvacet repríz odehrál soubor po různých místech ČR, včetně Divadla Na Prádle či Divadla v Celetné. Inscenace byla také zařazena do prestižní přehlídky experimentálního divadla Šrámkův Písek. Skečová tvorba souboru pokračovala v roce 2013 pásmem : (Zde vepište název) a 2014 Představení zrušeno!
Kromě toho Arte della Tlampač už od svého vzniku koketuje s filmovou tvorbou. V roce 2007 proběhla v Českých Budějovicích premiéra amatérského filmu The Plumber, v roce 2011 potom premiéra druhého snímku Tvrdá pomsta. Ani jeden z těchto celovečerních počinů nicméně nezaznamenal větší úspěch. V roce 2011 skupina připravila filmový scénář pro snímek Terezy Kovářové, režisérky z Univerzity Tomáše Bati ve Zlíně, s názvem Skřely pracuje v továrně na žhavené droždí. Členové souboru se od roku 2014 věnují také produkci pořadu "Underground commedy".